# Norvellina snowi
Norvellina snowi är en insektsart som beskrevs av Ball 1907. Norvellina snowi ingår i släktet Norvellina och familjen dvärgstritar. Inga underarter finns listade i Catalogue of Life.